# 50 فرنك سانت إكزوبيري

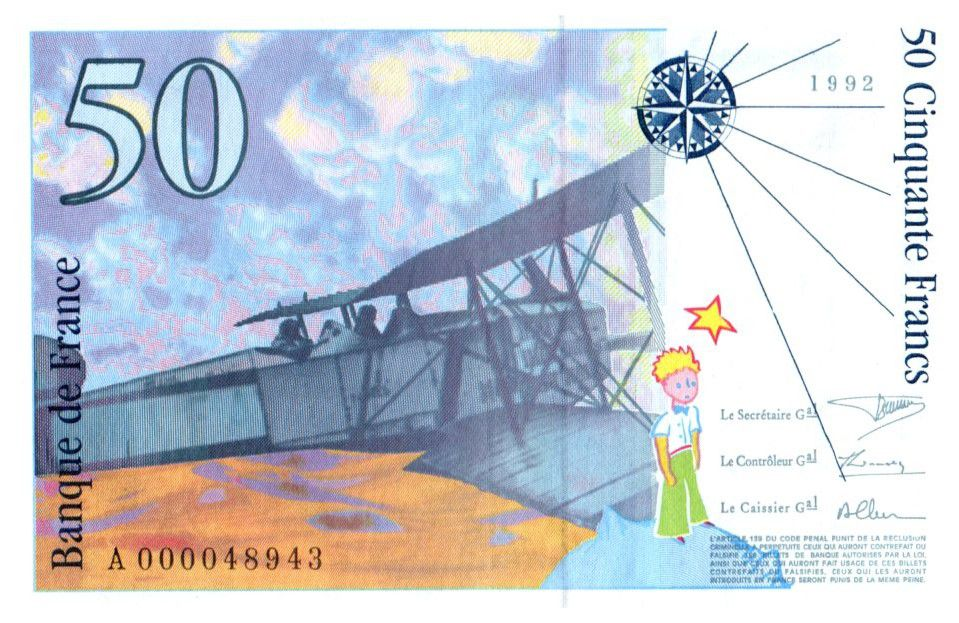
ضهر العملة الورقية 50 فرنك سانت اكزوبيري يحمل صورة بريغيه 14 والأمير الصغير.

50 فرنك سانت إكزوبيري هي عملة ورقية من فئة الفرنك الفرنسي تحمل صورة الكاتب والطيار أنطوان دو سانت اكزوبيري، أنشأها مصرف فرنسا كبديل عن العملة الورقية 50 فرنك كوينتن دي لا تور في 10 مارس 1992 ودخلت حيز التداول في 20 أكتوبر 1993.

## التاريخ
على غرار جميع عملات الفرنك الفرنسي الأخرى التي حل محلها اليورو، تم التوقف عن تداولها اعتبارا من 18 فبراير 2002، فيما ظلت قابلة للتبادل إلى غاية 17 فبراير 2012 في شبابيك مصرف فرنسا، والإدارات الفرنسية فيما وراء البحار، والخزانة الفرنسية.

## التصميم

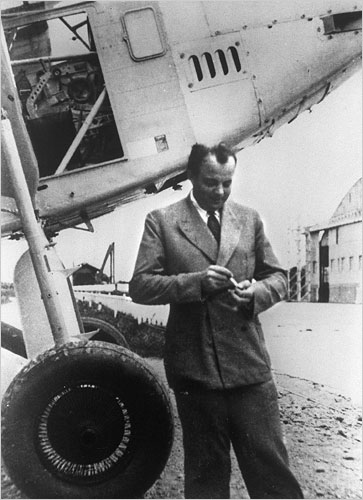
الكاتب والطيار أنطوان دو سانت اكزوبيري

صمم المصمم الفرنسي السويسري روجر بفوند العملة الورقية 50 فرنك سانت اكسوبيري. فبالإضافة إلى صورة معدلة لأنطوان دو سانت إكزوبيري، فهو يجمع بين عناصر من رواية الأمير الصغير رسمها الكاتب بنفسه كرسم الأمير الصغير على كويكب وأصلة تبتلع فيل، فضلا عن خلفية تجسد خريطة جغرافية محدد عليها مسار للرحلات الجوية. على ظهر العملة رسم لطائرة بريغيه 14، وهي طائرة أنطوان دو سانت اكزوبيري.
الأبعاد هي 123 × 80 مم.

## اقرأ أيضاً
الفرنك الفرنسي
أنطوان دو سانت اكزوبيري